# Records d'Espagne d'athlétisme
Les records d'Espagne d'athlétisme sont les meilleures performances réalisées par des athlètes espagnols et homologuées par la Fédération royale espagnole d'athlétisme.
Comme indiqué en préambule de la page des records sur le site de la RFEA, la fédération royale espagnole d'athlétisme applique l'article 260.18a du règlement international de l'IAAF, qui dit que « Le record doit avoir été établi dans une installation sportive couverte ou non couverte ... » et intègre les records pertinents dans ces circonstances. La règle est appliquée rétroactivement au 1er avril 1998.

## Records d'Espagne

### Hommes
| Épreuve              | Record | Athlète                                                                                | Date               | Compétition                                    | Lieu                   | Réf.   |
| -------------------- | --- | -------------------------------------------------------------------------------------- | ------------------ | ---------------------------------------------- | ---------------------- | ------ |
| 100 m                | 10 s 06 (+ 1,0 m/s) | Bruno Hortelano                                                                        | 23 juin 2016       | Meeting de Madrid                              | Madrid                 | [ 2 ]  |
| 200 m                | 20 s 04 (+ 0,8 m/s) | Bruno Hortelano                                                                        | 22 juillet 2018    | Championnats d'Espagne                         | Getafe                 | [ 3 ]  |
| 300 m                | 32 s 56 | Antonio Sánchez Muñoz                                                                  | 20 juin 1987       |                                                | Salamanque             |        |
| 400 m                | 44 s 69 | Bruno Hortelano                                                                        | 22 juin 2018       | Meeting d'athlétisme de Madrid                 | Madrid                 | [ 4 ]  |
| 800 m                | 1 min 42 s 04 | Mohamed Attaoui                                                                        | 12 juillet 2024    | Meeting Herculis                               | Monaco                 | [ 5 ]  |
| 1 000 m              | 2 min 15 s 03 | Mohamed Attaoui                                                                        | 18 juin 2024       |                                                | Bilbao                 | [ 6 ]  |
| 1 500 m              | 3 min 28 s 76 | Mohamed Katir                                                                          | 9 juillet 2021     | Weltklasse Zürich                              | Zurich                 | [ 7 ]  |
| Mile                 | 3 min 47 s 69 | Mario García                                                                           | 16 septembre 2023  | Prefontaine Classic                            | Eugene                 | [ 8 ]  |
| 2 000 m              | 4 min 49 s 85 | Mario García                                                                           | 8 septembre 2023   | Mémorial Van Damme                             | Bruxelles              | [ 9 ]  |
| 3 000 m              | 7 min 24 s 68 | Mohamed Katir                                                                          | 15 février 2023    | Meeting Hauts-de-France                        | Liévin                 | [ 10 ] |
| 5 000 m              | 12 min 45 s 01 (AR) | Mohamed Katir                                                                          | 21 juillet 2023    | Herculis                                       | Monaco                 | [ 11 ] |
| 5 km (route)         | 13 min 17 s | Thierry Ndikumwenayo                                                                   | 27 juillet 2024    |                                                | Herzogenaurach         |        |
| 10 000 m             | 26 min 49 s 49 | Thierry Ndikumwenayo                                                                   | 2 août 2024        | Jeux olympiques                                | Paris                  | [ 12 ] |
| 10 km (route)        | 27 min 41 s | Ilias Fifa                                                                             | 12 janvier 2025    | 10k Valencia Ibercaja                          | Valence                |        |
| 20 000 m             | 58 min 37 s 8 | Mariano Haro Cisneros                                                                  | 9 août 1975        |                                                | San Sebastián          |        |
| Heure                | 20 493 m | Mariano Haro Cisneros                                                                  | 9 août 1975        |                                                | San Sebastián          |        |
| Semi-marathon        | 59 min 39 s | Carlos Mayo                                                                            | 22 octobre 2023    | Semi-marathon de Valence                       | Valence                |        |
| 30 000 m             | 1 h 36 min 07 s 8 | Carlos Pérez Alonso                                                                    | 2 septembre 1969   |                                                | La Corogne             |        |
| Marathon             | 2 h 5 min 48 s | Tariku Novales                                                                         | 3 décembre 2023    | Marathon de Valence                            | Valence                | [ 13 ] |
| 50 km (route)        | 2 h 47 min 42 s | Iraitz Arrospide                                                                       | 1er septembre 2019 | Championnats du monde du 50 km                 | Brașov                 | [ 14 ] |
| 100 km (route)       | 6 h 23 min 44 s | José María González Muñoz                                                              | 16 juin 2006       |                                                | Torhout                |        |
| 110 m haies          | 13 s 04 (0,0 m/s) | Orlando Ortega                                                                         | 15 juillet 2016    | Herculis                                       | Monaco                 | [ 15 ] |
| 400 m haies          | 48 s 87 | Sergio Fernández                                                                       | 16 août 2016       | Jeux olympiques                                | Rio de Janeiro         | [ 16 ] |
| 3 000 m steeple      | 8 min 05 s 69 | Fernando Carro                                                                         | 12 juillet 2019    | Herculis                                       | Monaco                 | [ 17 ] |
| Saut en hauteur      | 2,34 m | Arturo Ortíz                                                                           | 22 juin 1991       | Coupe d'Europe Finale B                        | Barcelone              |        |
| Saut à la perche     | 5,81 m | Montxu Miranda                                                                         | 2 septembre 2000   | Championnats d'Espagne                         | Barcelone              |        |
| Saut en longueur     | 8,56 m | Yago Lamela                                                                            | 7 mars 1999        | Championnats du monde en salle                 | Maebashi               | [ 18 ] |
| Saut en longueur     | 8,56 m (+1,3 m/s) | Yago Lamela                                                                            | 24 juin 1999       |                                                | Turin                  |        |
| Triple saut          | 18,18 m (-0,3 m/s) | Jordan Díaz                                                                            | 11 juin 2024       | Championnats d'Europe                          | Rome                   | [ 19 ] |
| Lancer du poids      | 21,47 m | Manuel Martínez                                                                        | 10 juillet 2002    |                                                | Salamanque             |        |
| Lancer du disque     | 69,50 m | Mario Pestano                                                                          | 27 juillet 2008    | Championnats d'Espagne                         | Santa Cruz de Tenerife |        |
| Lancer du marteau    | 79,32 m | Javier Cienfuegos                                                                      | 6 septembre 2019   | Memorial Francisco Ramón Higueras              | Andújar                | [ 20 ] |
| Lancer du javelot    | 84,80 m | Odei Jainaga                                                                           | 29 mai 2021        | Championnats d'Europe d'athlétisme par équipes | Chorzów                | [ 21 ] |
| Décathlon            | 8 526 pts | Francisco Javier Benet                                                                 | 16–17 mai 1998     |                                                | Alhama de Murcia       |        |
| Décathlon            | 10 s 72 (+2,9 m/s) (100 m), 7.45 m (-1,2 m/s) (longueur), 14,57 m (poids), 1,92 m (hauteur), 48 s 10 (400 m) / 13 s 83 (+1,8 m/s) (110 m haies), 46,12 m (disque), 5,00 m (perche), 65,37 m (javelot), 4 min 26 s 81 (1500 m) |                                                                                        |                    |                                                |                        |        |
| 10 000 m marche      | 37 min 53 s 09 | Francisco Javier Fernández                                                             | 27 juillet 2008    |                                                | Santa Cruz de Tenerife |        |
| 20 km marche (route) | 1 h 17 min 22 s | Francisco Javier Fernández                                                             | 28 avril 2002      |                                                | Turku                  |        |
| 35 km marche (route) | 2 h 25 min 35 s | Álvaro Martín                                                                          | 21 mai 2023        |                                                | Poděbrady              |        |
| 50 km marche (route) | 3 h 38 min 43 s | Valentí Massana                                                                        | 20 mars 1994       | Championnats d'Espagne                         | Orense                 |        |
| 4 × 100 m            | 38 s 46 | Équipe nationale Eduard Viles Sergio Ruiz Bruno Hortelano Ángel David Rodríguez        | 18 août 2013       | Championnats du monde                          | Moscou                 |        |
| 4 × 400 m            | 3 min 0 s 54 | Équipe nationale Iñaki Cañal Lucas Búa Óscar Husillos Samuel García                    | 20 août 2022       | Championnats d'Europe                          | Munich                 | [ 22 ] |
| 4 × 800 m            | 7 min 16 s 99 | Équipe nationale Miguel Quesada José Manuel Cerezo Juan de Dios Jurado Eugenio Barrios | 25 août 2006       | Mémorial Van Damme                             | Bruxelles              |        |

### Femmes
| Épreuve              | Record | Athlète                                                                                      | Date               | Compétition                                 | Lieu          | Réf.   |
| -------------------- | --- | -------------------------------------------------------------------------------------------- | ------------------ | ------------------------------------------- | ------------- | ------ |
| 100 m                | 11 s 06 (+1,7 m/s) | Sandra Myers                                                                                 | 23 juillet 1991    |                                             | Vigo          |        |
| 200 m                | 22 s 38 (+0,3 m/s) | Sandra Myers                                                                                 | 30 août 1990       | Championnats d'Europe                       | Split         |        |
| 300 m                | 38 s 46 | Belén Recio Cuevas                                                                           | 11 août 2011       |                                             | Séville       |        |
| 400 m                | 49 s 67 | Sandra Myers                                                                                 | 6 juillet 1991     | Bislett Games                               | Oslo          |        |
| 600 m                | 1:26 s 99 | Sandra Myers                                                                                 | 6 septembre 1993   |                                             | Andújar       |        |
| 800 m                | 1 min 57 s 45 | Maite Zúñiga                                                                                 | 1er juin 1988      |                                             | Séville       |        |
| 1 000 m              | 2 min 33 s 06 | Mayte Martínez                                                                               | 13 septembre 2007  |                                             | Huelva        |        |
| 1 500 m              | 3 min 57 s 75 | Marta Pérez                                                                                  | 8 août 2024        | Jeux olympiques                             | Saint-Denis   | [ 23 ] |
| Mile                 | 4 min 21 s 13 | Nuria Fernández                                                                              | 7 septembre 2008   | Meeting de Rieti                            | Rieti         |        |
| 2 000 m              | 5 min 32 s 86 | Marta García                                                                                 | 12 juillet 2024    | Meeting Herculis                            | Monaco        | [ 24 ] |
| 3 000 m              | 8 min 28 s 80 | Marta Domínguez                                                                              | 11 août 2000       | Weltklasse Zürich                           | Zurich        |        |
| 5 000 m              | 14 min 44 s 04 | Marta García                                                                                 | 7 juin 2024        | Championnats d'Europe                       | Rome          | [ 25 ] |
| 5 km (route)         | 15 min 11 s | Marta Domínguez                                                                              | 1er septembre 2002 |                                             | Londres       |        |
| 10 000 m             | 30 min 51 s 69 | Marta Domínguez                                                                              | 7 août 2006        | Championnats d'Europe                       | Göteborg      |        |
| 10 km (route)        | 31 min 11 s | Carla Gallardo                                                                               | 24 mai 2025        | 10 km Villa de Laredo                       | Laredo        | [ 26 ] |
| Heure                | 17 546 m | Marta Galimany                                                                               | 4 septembre 2020   |                                             | Bruxelles     |        |
| Semi-marathon        | 1 h 09 min 41 s | Laura Luengo                                                                                 | 22 octobre 2023    | Semi-marathon de Valence                    | Valence       | [ 27 ] |
| Marathon             | 2 h 21 min 27 s | Majida Maayouf                                                                               | 3 décembre 2023    | Marathon de Valence                         | Valence       | [ 28 ] |
| 50 km (route)        | 3 h 15 min 19 s | Alicia Pérez                                                                                 | 1er septembre 2019 | Championnats du monde du 50 km              | Brașov        | [ 29 ] |
| 100 km (route)       | 7 h 52 min 21 s | Mireia Sosa                                                                                  | 2 avril 2023       | Championnats d'Espagne du 100 km            | Burjassot     | [ 30 ] |
| 100 m haies          | 12 s 50 (+0,8 m/s) | Josephine Onyia                                                                              | 1er juin 2008      | ISTAF                                       | Berlin        | [ 31 ] |
| 400 m haies          | 54 s 34 | Sara Gallego                                                                                 | 25 juin 2022       | Championnats d'Espagne                      | Nerja         | [ 32 ] |
| 3 000 m steeple      | 9 min 9 s 39 | Marta Domínguez                                                                              | 25 juillet 2009    |                                             | Barcelone     | [ 33 ] |
| Saut en hauteur      | 2,02 m | Ruth Beitia                                                                                  | 4 août 2007        |                                             | San Sebastián |        |
| Saut à la perche     | 4,56 m | Naroa Agirre                                                                                 | 17 février 2007    | Championnats d'Espagne en salle             | Séville       | [ 34 ] |
| Saut en longueur     | 7,06 m (-0,1 m/s) | Niurka Montalvo                                                                              | 23 août 1999       | Championnats du monde                       | Séville       |        |
| Triple saut          | 14,87 m | Ana Peleteiro                                                                                | 1er août 2021      | Jeux olympiques                             | Tokyo         | [ 35 ] |
| Lancer du poids      | 18,80 m | María Belén Toimil                                                                           | 29 juin 2021       | Memorial José Antonio Cansino               | Castellón     | [ 36 ] |
| Lancer du disque     | 61,89 m | Sabina Asenjo                                                                                | 25 juin 2016       |                                             | Bilbao        | [ 37 ] |
| Lancer du marteau    | 72,00 m | Laura Redondo                                                                                | 18 juin 2022       | Meeting de Madrid                           | Madrid        | [ 38 ] |
| Lancer du javelot    | 64,07 m | Mercedes Chilla                                                                              | 12 juin 2010       | Liga de Clubes de División de Honor         | Valence       | [ 39 ] |
| Heptathlon           | 6 304 pts | María Vicente                                                                                | 24-25 avril 2021   | Multistars                                  | Lana          | [ 40 ] |
| Heptathlon           | 13 s 62 (-1,1 m/s) (100 m haies), 1,77 m (hauteur), 12,77 m (poids), 24 s 02 (-0,4 m/s) (200 m) / 6,41 m (+1,3 m/s) (longueur), 47,83 m (javelot), 2 min 18 s 60 (800 m) |                                                                                              |                    |                                             |               |        |
| Décathlon            | 6614 pts | María Peinado                                                                                | 22–23 octobre 2005 |                                             | Castellón     |        |
| 20 km marche (route) | 1 h 25 min 30 s | María Pérez                                                                                  | 26 mars 2023       | Championnats d'Espagne de marche            | Cordoue       | [ 41 ] |
| 35 km marche (route) | 2 h 37 min 15 s (WR) | María Pérez                                                                                  | 21 mai 2023        | Championnats d'Europe de marche par équipes | Poděbrady     | [ 42 ] |
| 50 km marche (route) | 4 h 05 min 46 s | Júlia Takács                                                                                 | 19 mai 2019        | Coupe d'Europe de marche                    | Alytus        | [ 43 ] |
| 4 × 100 m            | 42 s 58 | Équipe nationale Sonia Molina-Prados Jaël Bestué Paula Sevilla Maribel Pérez                 | 23 juillet 2022    | Championnats du monde                       | Eugene        | [ 44 ] |
| 4 × 400 m            | 3 min 24 s 13 | Équipe nationale Paula Sevilla Eva Santidrián Daniela Fra Blanca Hervás                      | 11 mai 2025        | Relais mondiaux                             | Canton        | [ 45 ] |
| 4 × 800 m            | 8 min 50 s 0 | Federación Catalana M. Carmen Romero Carmen Bes Marta Bosch Carmen Rovira                    | 20 juin 1990       |                                             | Manresa       |        |
| 4 × 1 500 m          | 18 min 43 s 44 | Mislata-Playas de Castellón Laura Pico Inmaculada Francisco Dolores Peñarrocha Noemí Bachero | 20 juin 1990       |                                             | Castellón     |        |

## Salle

### Hommes
| Discipline       | Performance        | Athlète                                              | Compétition                                    | Lieu                        | Date                            |
| ---------------- | ------------------ | ---------------------------------------------------- | ---------------------------------------------- | --------------------------- | ------------------------------- |
| 60 m             | 6 s 52             | Yunier Pérez                                         | PSD Bank Meeting                               | Düsseldorf                  | 6 février 2018                  |
| 200 m            | 20 s 68            | Óscar Husillos                                       | Championnats d'Espagne en salle                | Valence                     | 17 février 2018                 |
| 400 m            | 45 s 58            | Óscar Husillos                                       | Championnats d'Espagne en salle                | Madrid                      | 19 février 2023                 |
| 800 m            | 1 min 45 s 12      | Mariano García                                       | New Balance Indoor Grand Prix                  | New York                    | 6 février 2022                  |
| 1 500 m          | 3 min 33 s 28      | Adel Mechaal                                         |                                                | Birmingham                  | 25 février 2023                 |
| 3 000 m          | 7 min 24 s 68 (AR) | Mohamed Katir                                        | Meeting du Pas-de-Calais                       | Liévin                      | 15 février 2023                 |
| 5 000 m          | 13 min 11 s 39     | Alberto García                                       | Flanders Indoor                                | Gand                        | 9 février 2003                  |
| 60 m haies       | 7 s 48             | Orlando Ortega Enrique Llopis                        | Copernicus Cup Championnats d'Espagne en salle | Toruń Madrid                | 10 février 2017 19 février 2023 |
| Saut en hauteur  | 2,31 m             | Arturo Ortíz                                         |                                                | Saint-Sébastien Gundelsheim | 18 février 1990 14 février 1993 |
| Saut à la perche | 5,80 m             | José Manuel Arcos                                    |                                                | Saragosse                   | 27 février 1999                 |
| Saut en longueur | 8,56 m             | Yago Lamela                                          | Championnats du monde en salle                 | Maebashi                    | 7 mars 1999                     |
| Triple saut      | 17,59 m            | Jordan Alejandro Díaz                                | Championnats d'Espagne en salle                | Madrid                      | 19 février 2023                 |
| Lancer du poids  | 21,26 m            | Manuel Martínez Gutiérrez                            | Championnats d'Europe en salle                 | Vienne                      | 2 mars 2002                     |
| Heptathlon       | 6 249 points       | Jorge Ureña                                          | ESP-FRA-GBR-POL-CZE Combined Challenge         | Prague                      | 28-29 janvier 2017              |
| 4 × 400 m        | 3 min 06 s 32      | Óscar Husillos Manuel Guijarro Lucas Búa Bernat Erta | Championnats d'Europe en salle                 | Glasgow                     | 3 mars 2019                     |

### Femmes
| Discipline       | Performance    | Athlète                                                | Compétition                                 | Lieu            | Date            |
| ---------------- | -------------- | ------------------------------------------------------ | ------------------------------------------- | --------------- | --------------- |
| 60 m             | 7 s 16         | María Isabel Pérez                                     | Championnats d'Espagne en salle             | Ourense         | 26 février 2022 |
| 200 m            | 22 s 81        | Sandra Myers                                           |                                             | Saint-Sébastien | 15 mars 1991    |
| 400 m            | 50 s 99        | Sandra Myers                                           | Championnats du monde en salle              | Séville         | 10 mars 1991    |
| 800 m            | 1 min 59 s 52  | Mayte Martínez                                         | Flanders Indoor                             | Gand            | 8 février 2004  |
| 1 500 m          | 4 min 01 s 77  | Nuria Fernández                                        | Valencia Reunión Internacional de Atletismo | Valence         | 14 février 2019 |
| 3 000 m          | 8 min 38 s 34  | Marta García                                           |                                             | Boston          | 4 février 2024  |
| 5 000 mètres     | 14 min 46 s 37 | Marta García                                           |                                             | Boston          | 27 janvier 2024 |
| 60 m haies       | 7 s 83         | Glory Alozie                                           |                                             | Birmingham      | 15 mars 2003    |
| Saut en hauteur  | 2,01 m         | Ruth Beitia                                            | Pireaus Athina 2007                         | Le Pirée        | 24 février 2007 |
| Saut à la perche | 4,56 m         | Naroa Agirre                                           | Championnats d'Espagne en salle             | Séville         | 17 février 2007 |
| Saut en longueur | 6,88 m         | Niurka Montalvo                                        | Championnats du monde en salle              | Lisbonne        | 10 mars 2001    |
| Triple saut      | 14,75 m        | Ana Peleteiro                                          | Championnats du monde en salle              | Glasgow         | 3 mars 2024     |
| Lancer du poids  | 18,64 m        | Maria Belén Toimil                                     |                                             | Toruń           | 4 mars 2021     |
| Pentathlon       | 4 728 pts      | María Vicente                                          |                                             | Aubière         | 28 janvier 2024 |
| 4 × 400 m        | 3 min 31 s 86  | Sandra Myers Julia Merino Gregoria Ferrer Esther Lahoz | Championnats du monde en salle              | Séville         | 10 mars 1991    |